# Thibaud Turlan
Thibaud Turlan (Burdeos, 18 de octubre de 1996) es un deportista francés que compite en remo. Su hermano gemelo Guillaume compite en el mismo deporte.
Ganó dos medallas de bronce en el Campeonato Europeo de Remo, en los años 2023 y 2024, ambas en la prueba de cuatro sin timonel.

## Palmarés internacional
| Campeonato Europeo | Campeonato Europeo | Campeonato Europeo | Campeonato Europeo |
| Año                | Lugar              | Medalla            | Prueba             |
| ------------------ | ------------------ | ------------------ | ------------------ |
| 2023               | Bled (Eslovenia)   | Medalla de bronce  | Cuatro sin timonel |
| 2024               | Szeged (Hungría)   | Medalla de bronce  | Cuatro sin timonel |